# جون مارتن (رسام)
جون مارتن (بالإنجليزية: John Martin)‏ (19 يوليو 1789 - 17 فبراير 1854) رسامًا ونقاشًا رومانسيًا إنجليزيًا. معروف بلوحاته الضخمة والميلودرامية ذات الموضوعات الدينية والتراكيب الرائعة، المليئة بالشخصيات الدقيقة الموضوعة في مناظر طبيعية ساحرة. لاقت لوحات مارتن نجاحًا كبيرًا مع عامة الناس - في عام 1821 أشار إليه توماس لورانس على أنه «الرسام الأكثر شعبية في عصره»

## النشأة
ولد مارتن في يوليو 1789، في كوخ من غرفة واحدة، بالقرب من هيكسهام في نورثمبرلاند، وهو الابن الرابع لفينويك مارتن، الذي كان يعمل في مجال المبارزة. تم وضعه تحت إشراف بونيفاس موسو، وهو فنان إيطالي، والد الرسام المينا تشارلز موس. انتقل مارتن مع سيده من نيوكاسل إلى لندن في عام 1806، حيث تزوج في سن التاسعة عشرة، ودعم نفسه بإعطاء دروس في الرسم، وبالرسم بالألوان المائية، وعلى الخزف الصيني والزجاج - طبقه الملون الوحيد الباقي على قيد الحياة موجود الآن في مجموعة خاصة في إنجلترا. شغل وقت فراغه في دراسة المنظور والهندسة المعمارية.

## البدايات كفنان
بدأ مارتن في استكمال دخله برسم لوحات باستعمال ألوان مائية. أرسل أول لوحة زيتية له إلى الأكاديمية الملكية عام 1810، لكنها لم تُعلق. في عام 1811 أرسل اللوحة مرة أخرى، تم تعليقها هذه المرة. بعد ذلك، أنتج سلسلة من اللوحات الزيتية الكبيرة المعروضة، بعضها مناظر طبيعية، ولكن في العادة موضوعات توراتية مستوحاة من العهد القديم. تتميز مناظره الطبيعية بوعورة صخور نورثمبرلاند، بينما يدعي بعض المؤلفين أن لوحاته المروعة، مثل تدمير سدوم وعمورة، تُظهر إلمامه بالمشابك وأعمال الحديد في وادي تاين ويعرض معرفته الوثيقة بالعهد القديم. في سنوات عهد الوصاية على العرش من عام 1812 فصاعدًا، كانت هناك موضة لهذه اللوحات «الرفيعة». جاءت الاستراحة الأولى لمارتن في نهاية موسم في الأكاديمية الملكية، حيث تم تعليق أول لوحة قماشية كبيرة له، «صادق في البحث عن مياه النسيان»، وتم تجاهلها. أحضرها إلى المنزل، ليجد هناك بطاقة زيارة من وليام مانينغ (سياسي إنجليزي)، الذي أراد شرائها منه. دفعت المحسوبية مسيرة مارتن المهنية.

توقفت هذه المهنة الواعدة بوفاة والده ووالدته وجدته وابنه الصغير في عام واحد. متأثرًا بشدة بأعمال جون ميلتون، استمر في موضوعاته الكبرى على الرغم من النكسات. في عام 1816، حقق مارتن أخيرًا استحسان الجمهور مع لوحة «يشوع يأمر الشمس بالوقوف بثبات على جبعون»، على الرغم من أنه كسر العديد من القواعد التقليدية للتكوين. في عام 1818، على خلفية بيع لوحة «سقوط بابل» مقابل 420 جنيهًا إسترلينيًا (ما يعادل 30 ألف جنيه إسترليني في عام 2015)، تخلص أخيرًا من الديون واشترى منزلاً في مارليبون، حيث كان على اتصال بالفنانين، والكتاب والعلماء والنبلاء.

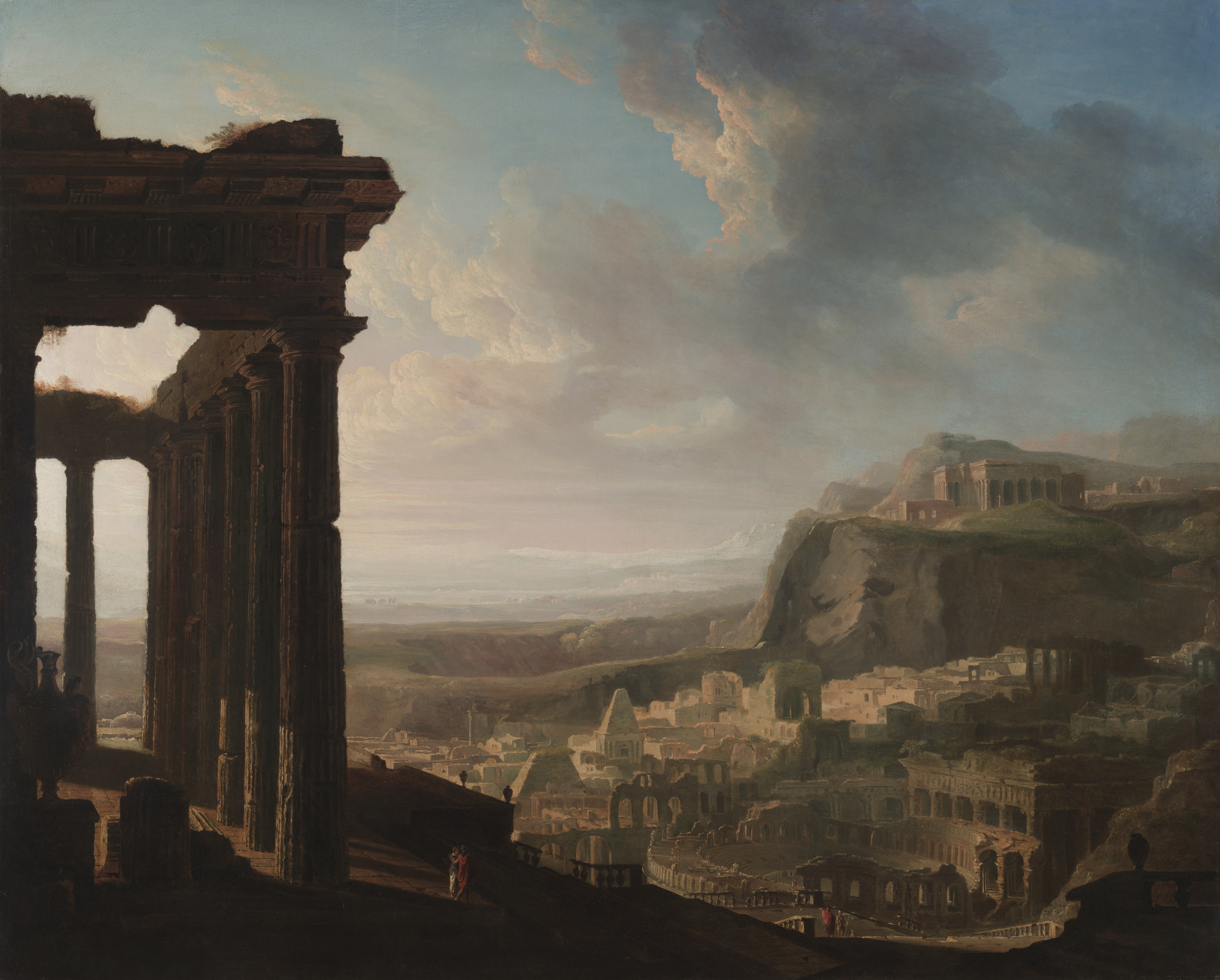
أنقاض مدينة قديمة
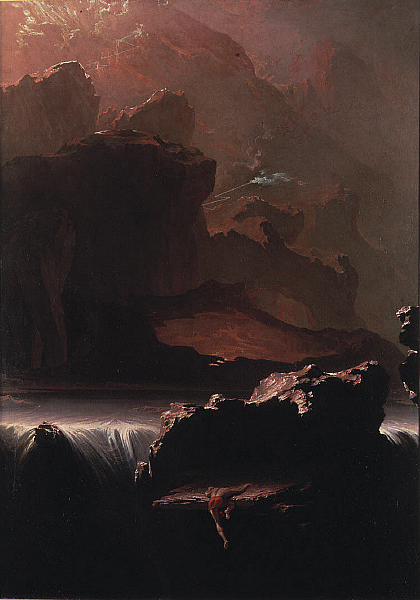
صادق في البحث عن مياه النسيان
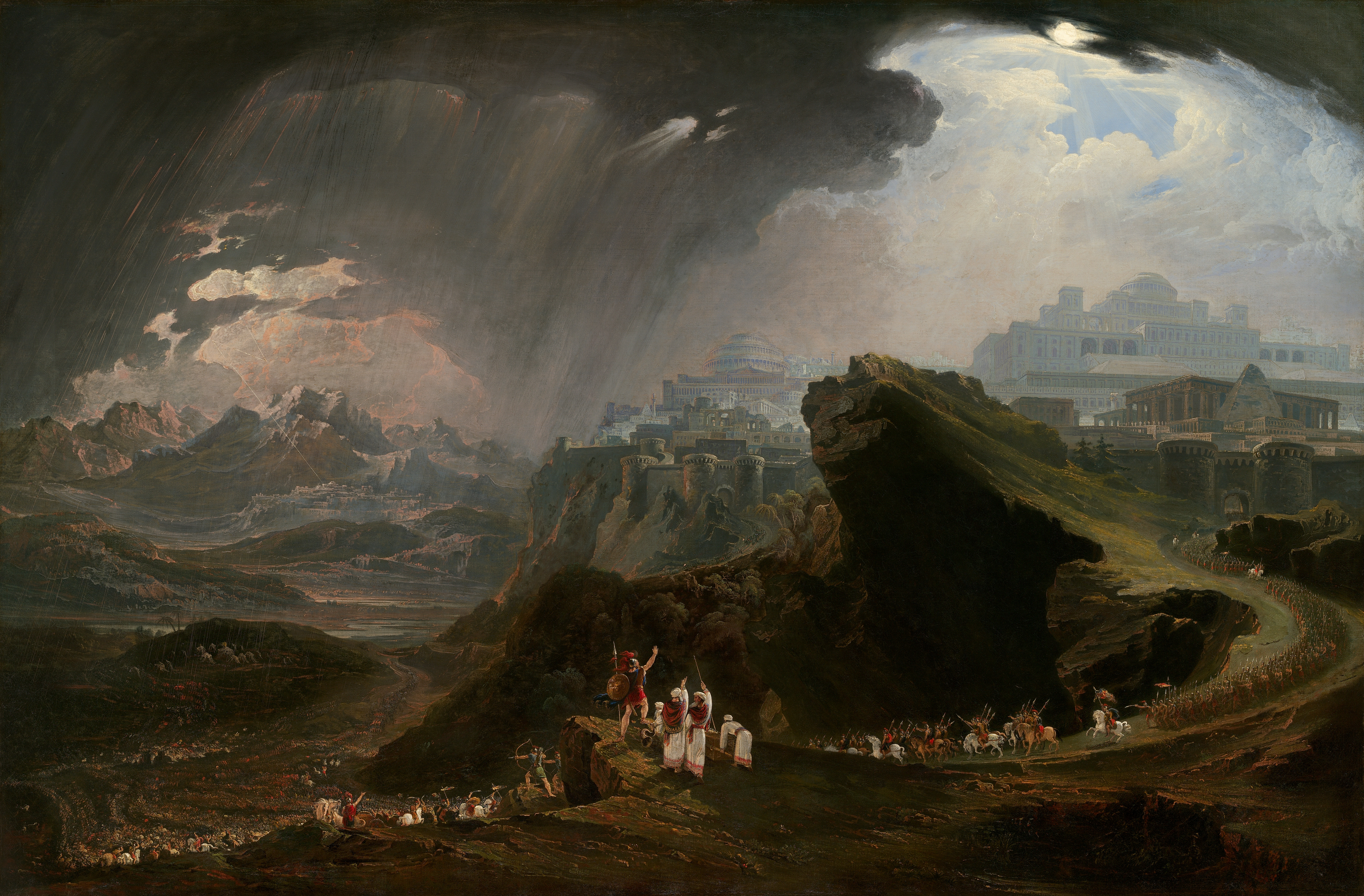
يشوع يأمر الشمس بالوقوف بثبات على جبعون
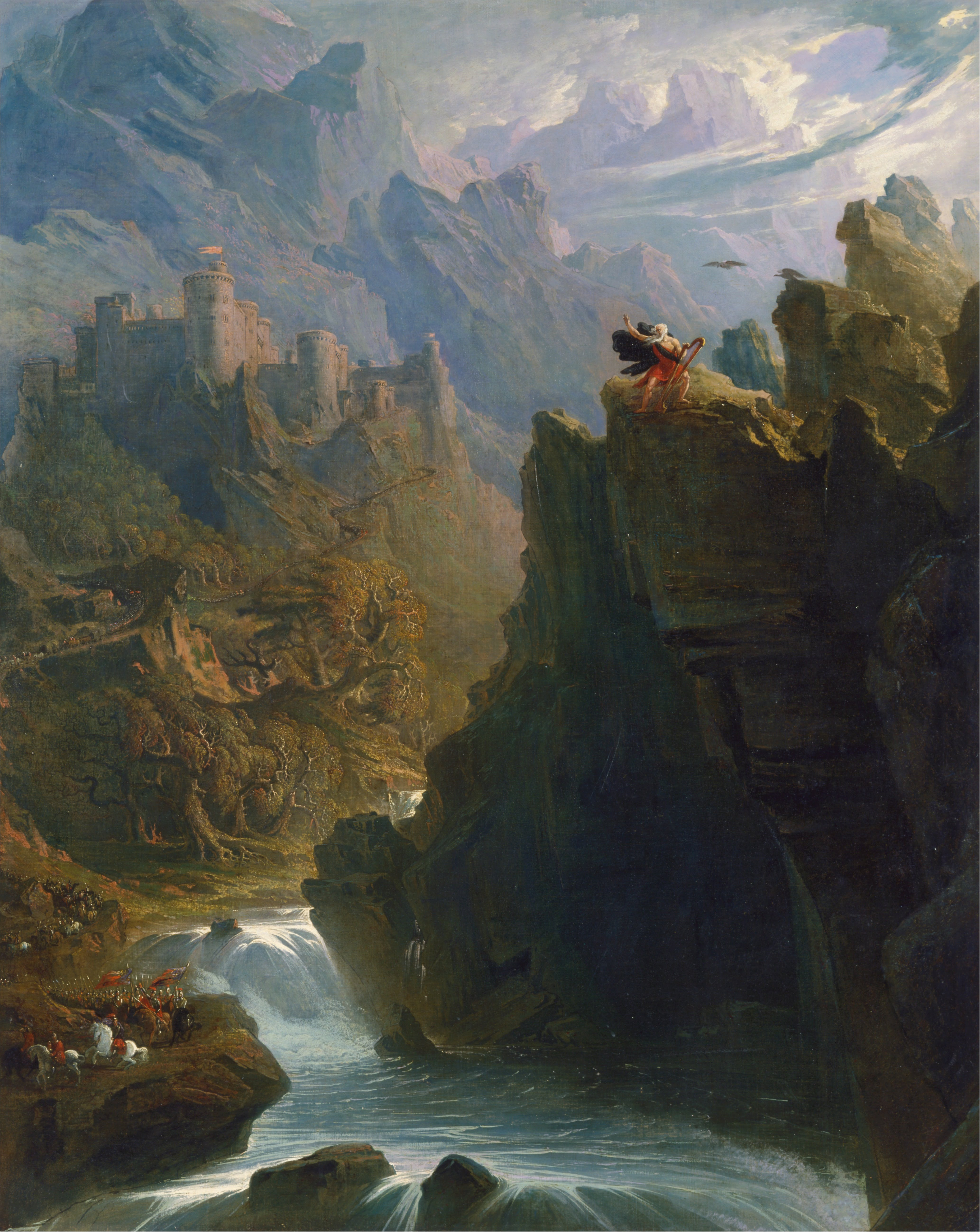
الشاعر

## رسام ذائع الصيت

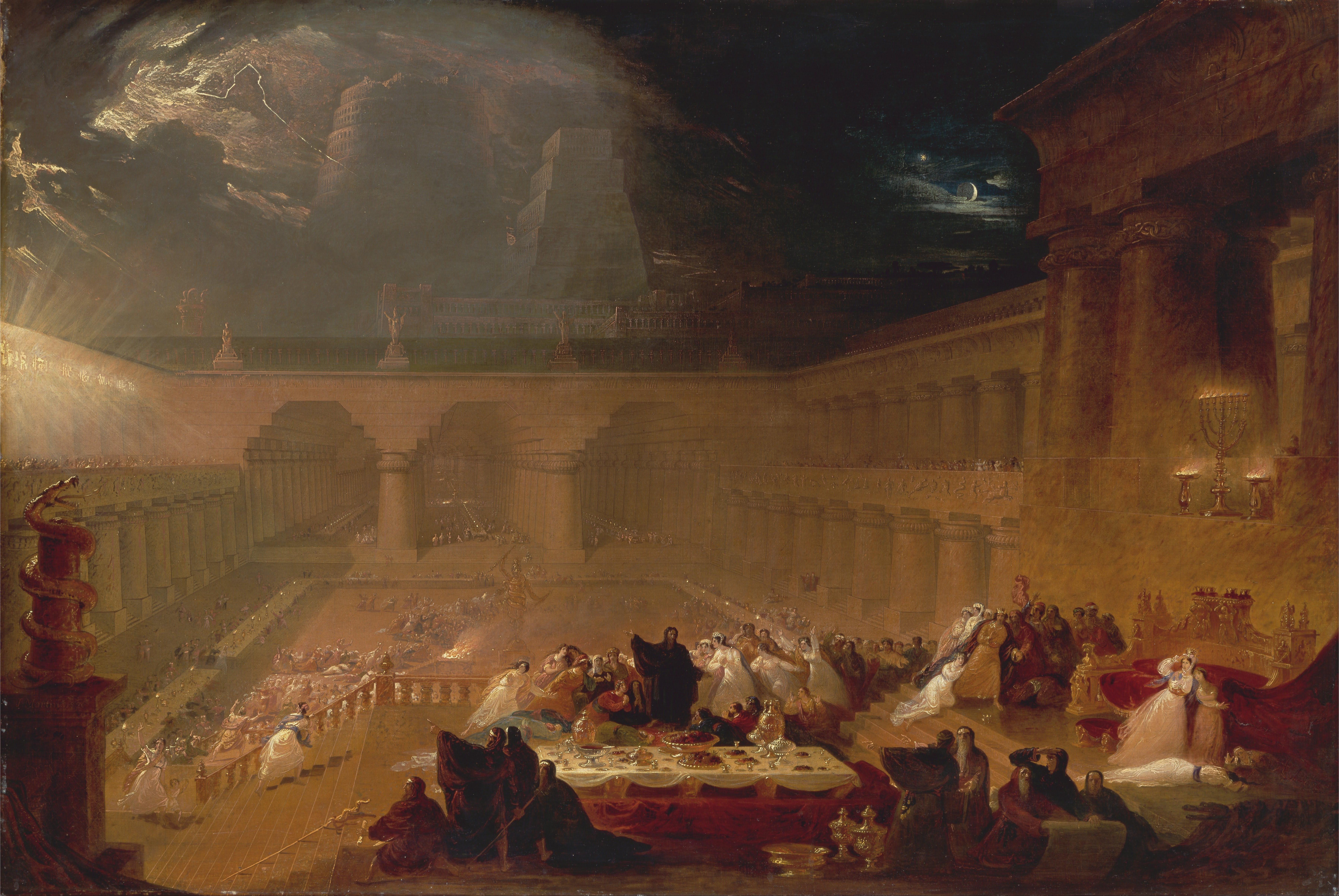
وليمة بلشاصر بريشة جون مارتن 1820 في جامعة ييل

كان أول أنتصار لمارتن هو لوحة وليمة بلشاصر، والتي تباهى بها مسبقًا، «ستحدث ضوضاء أكثر من أي لوحة من قبل... فقط لا تخبر أحداً قلت ذلك.» دفع خمسة آلاف شخص لرؤيتها. وقد دمرت لاحقًا تقريبًا عندما اصطدمت العربة التي كانت تُنقل فيها بقطار عند تقاطع مستوي بالقرب من أوسويستري. كان مارتن شغوفًا بشكل خاص، ومحبًا للشطرنج - ومهارة المبارزة ورمي الرمح، كما هو الحال مع إخوته - ومسيحيًا متدينًا، يؤمن بـ «الدين الطبيعي». على الرغم من المثال الوحيد الذي يُستشهد به في كثير من الأحيان من هسهسة النشيد الوطني، إلا أنه تم استدعاؤه من قبل الملوك ومنحه العديد من الميداليات الذهبية، إحداها من القيصر الروسي نيكولاس، الذي تركت عليه زيارة منجم وولسيند في تاين ووير انطباعًا لا يُنسى: صاح: «يا إلهي، إنه مثل فم جهنم». أصبح مارتن الرسام التاريخي الرسمي للأمير ليوبولد أمير ساكس كوبرغ، الذي أصبح لاحقًا أول ملك لبلجيكا. كان ليوبولد الأب الأب الروحي لابن مارتن ليوبولد، ومنح مارتن وسام ليوبولد. كان مارتن كثيرًا ما يقوم بزيارات في الصباح الباكر من ساكس كوبرج آخر، الأمير ألبرت، الذي كان يشركه في المزاح - كان مارتن يقف في المدخل ولا يزال يرتدي رداءه - في الساعة السابعة صباحًا. كان مارتن مدافعًا عن الربوبية والدين الطبيعي والتطور (قبل تشارلز داروين) والعقلانية. أصبح جورج كوفييه معجبًا بمارتن، وكان يتمتع بشكل متزايد بصحبة العلماء والفنانين والكتاب - ومن بينهم تشارلز ديكنز ومايكل فاراداي وجي إم دبليو تيرنر.
بدأ مارتن بتجربة تقنية نقش تظليلي، ونتيجة لذلك تم تكليفه بإنتاج 24 نقشًا لإصدار جديد من الفردوس المفقود للكاتب الإنكليزي جون ميلتون، التي تجلب نسخ منها الآن مئات الجنيهات. إن تعاطفاته السياسية غير واضحة. يدعي البعض أنه كان متطرفًا، لكن الحقائق المعروفة لم تثبت ذلك، على الرغم من أنه كان يعرف ويليام جودوين، الثوري الإصلاحي المسن، وزوج ماري ولستونكرافت ووالد ماري شيلي.
ذات مرة، أخذ عائلة مارتن تحت جناحهم امرأة شابة تدعى جين ويب، كانت في العشرين من عمرها نشرت رواية المومياء! وهي عبارة عن رؤية متفائلة اجتماعيًا ولكنها ساخرة لعالم مدفوع بالبخار في القرن الثاني والعشرين. صديق آخر لمارتن كان تشارلز ويتستون، أستاذ الفيزياء في كينجز كوليدج بلندن. جرب ويتستون التلغراف واخترع الكونسرتينا والمنظار المجسم. كان مارتن مفتونًا بمحاولاته لقياس سرعة الضوء. تكشف روايات الحفلات المسائية لمارتن عن مجموعة مذهلة من المفكرين وغريبي الأطوار والمحركين الاجتماعيين. كان أحد الشهود هو جون تينيل الشاب - الذي أصبح لاحقًا رسام أعمال لويس كارول - الذي تأثر بشدة بمارتن وكان صديقًا مقربًا لأطفاله. في نقاط مختلفة، كان إخوة مارتن أيضًا من بين الضيوف، حيث أضافت غرابة الأطوار ومحادثاتهم إلى النكهة الغريبة بالفعل للأجرة.

## لوحات
ارتبطت لوحات مارتن الكبيرة ارتباطًا وثيقًا بالديوراما المعاصرة أو الصور البانورامية، ووسائل الترفيه الشعبية التي تم فيها عرض الأقمشة المطلية الكبيرة، وتم تحريكها من خلال الاستخدام الماهر للضوء الاصطناعي. غالبًا ما يُزعم أن مارتن رائد في السينما الملحمية، وليس هناك شك في أن المخرج الرائد ديفيد غريفيث كان على علم بأعماله. في المقابل، استعار صانعو الديوراما عمل مارتن، إلى حد الانتحال. تم تركيب نسخة بمساحة 2000 قدم مربع (190 مترًا مربعًا) من لوحة وليمة بلشاصر في منشأة تسمى الديوراما البريطانية في عام 1833 ؛ حاول مارتن إغلاق الشاشة بأمر من المحكمة، لكنه فشل. في مدينة نيويورك عام 1835. كانت لهذه الديوراما نجاحات هائلة مع جماهيرها، لكنها أضرت بسمعة مارتن في عالم الفن الجاد.

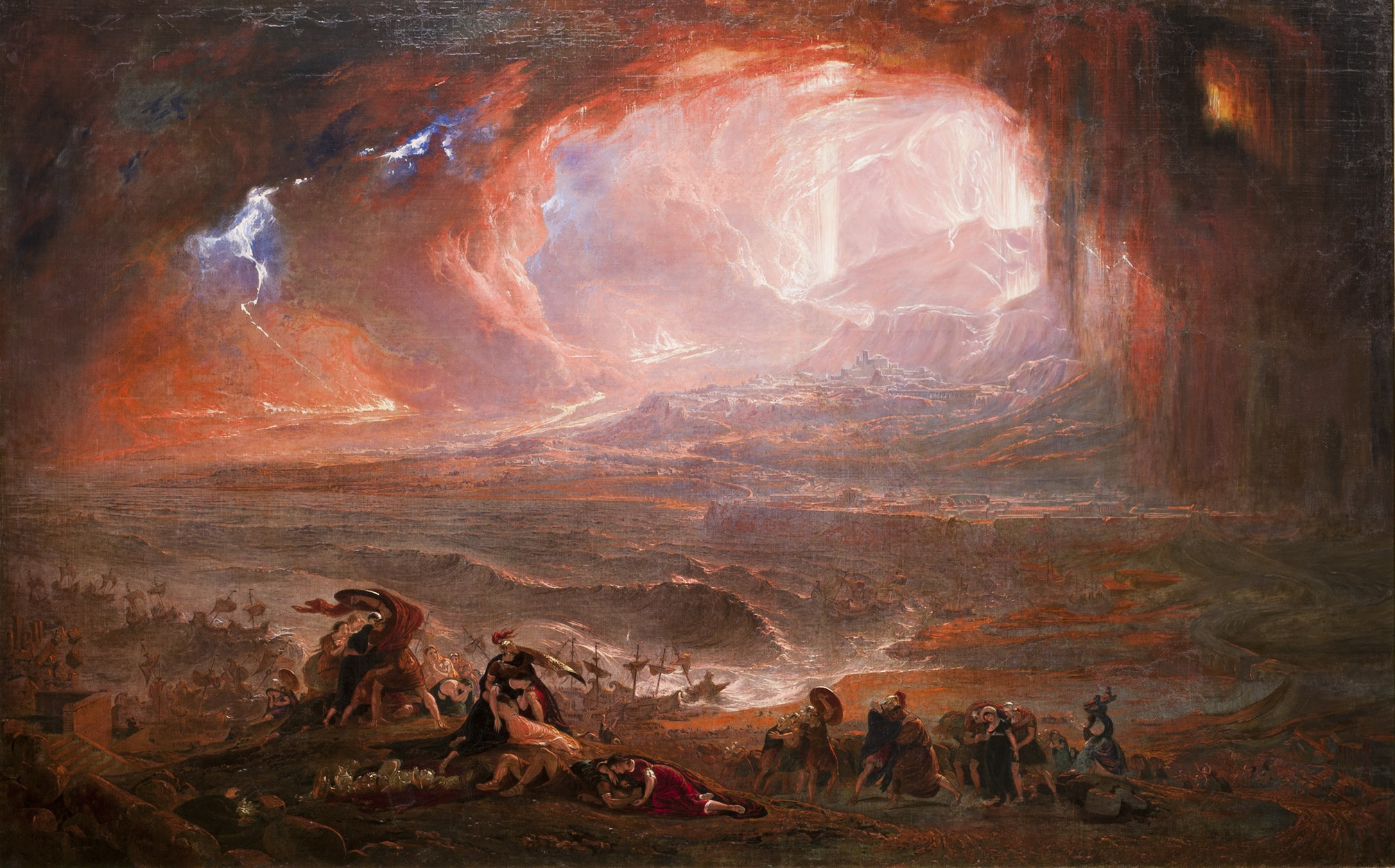
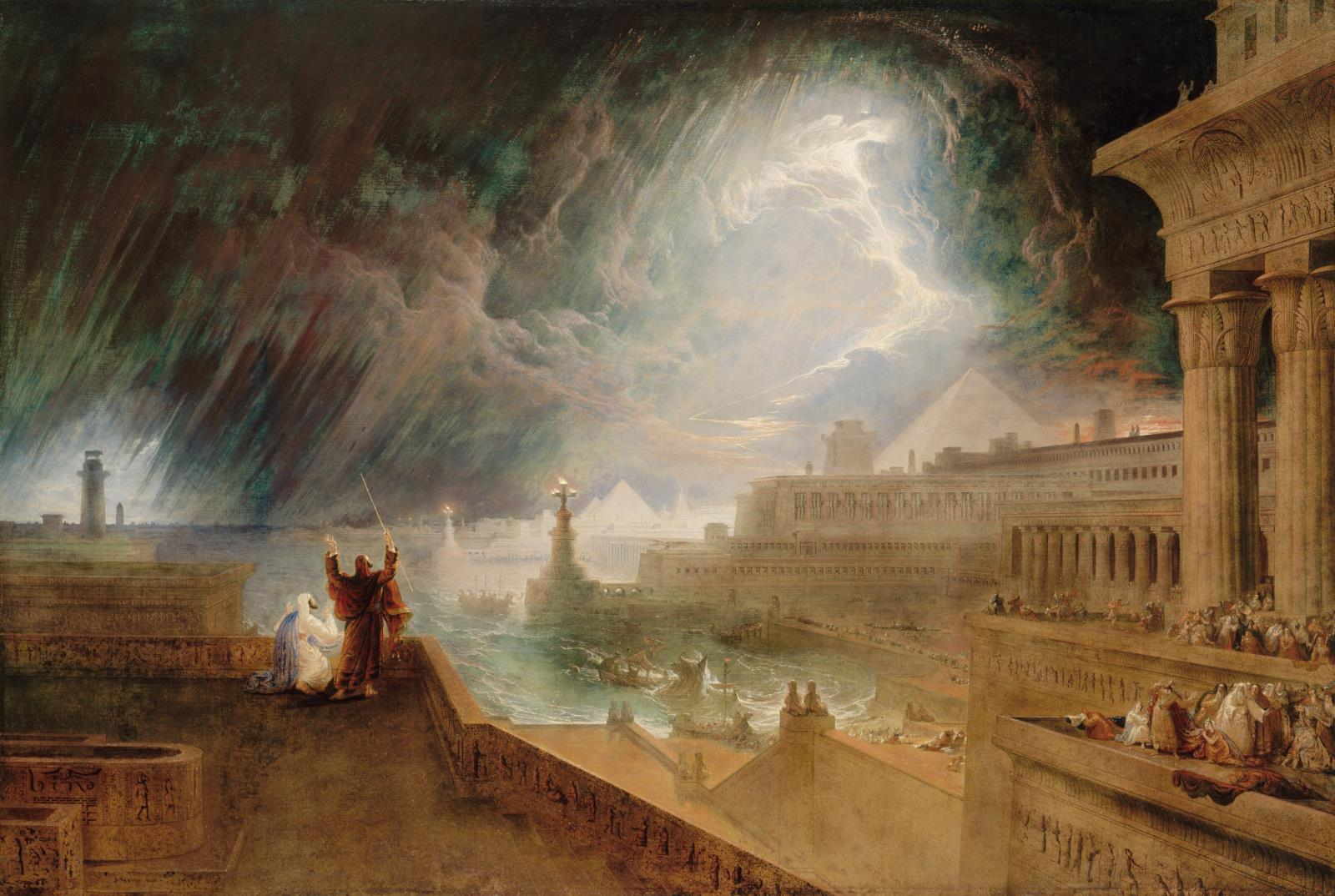
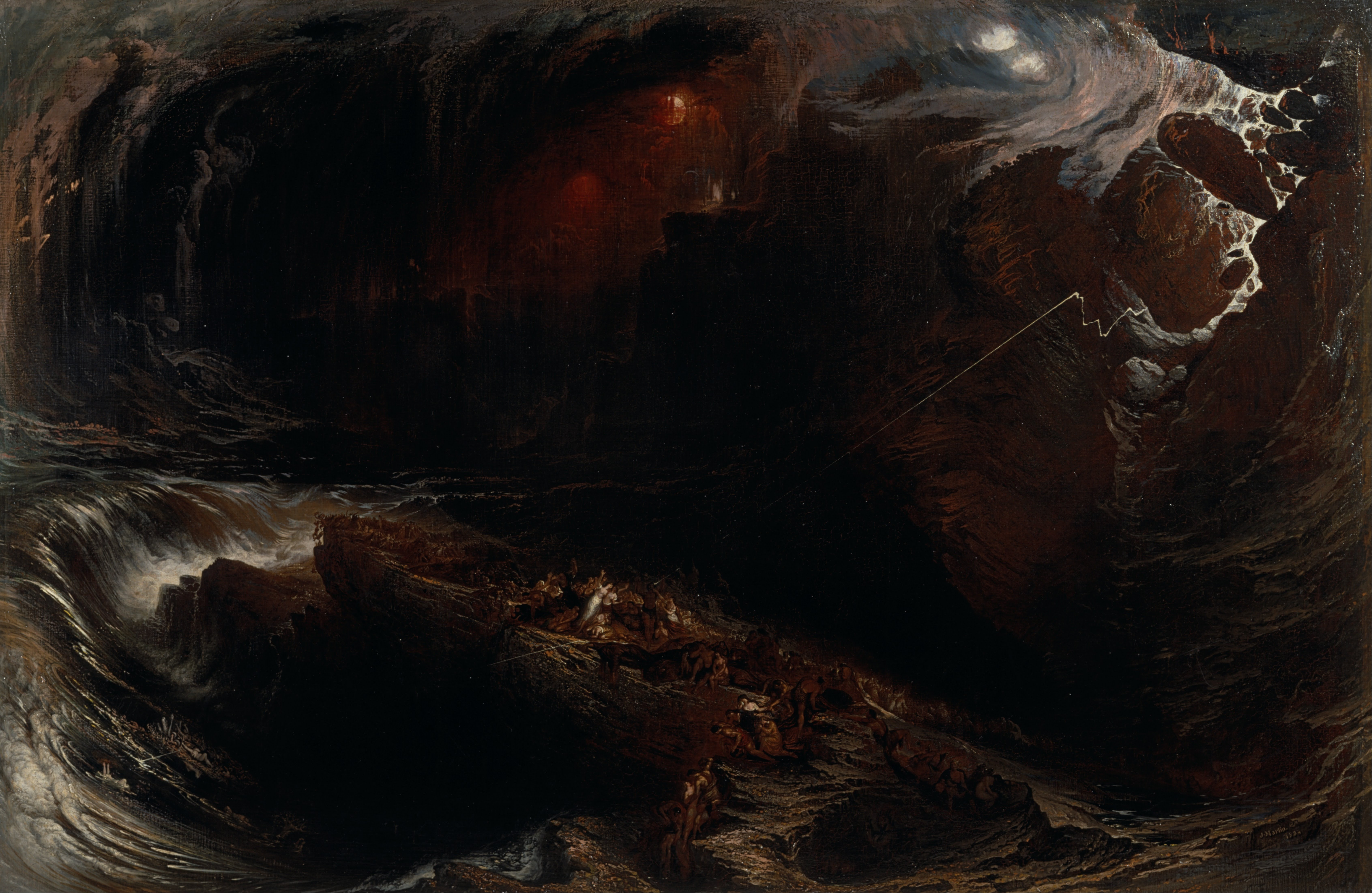
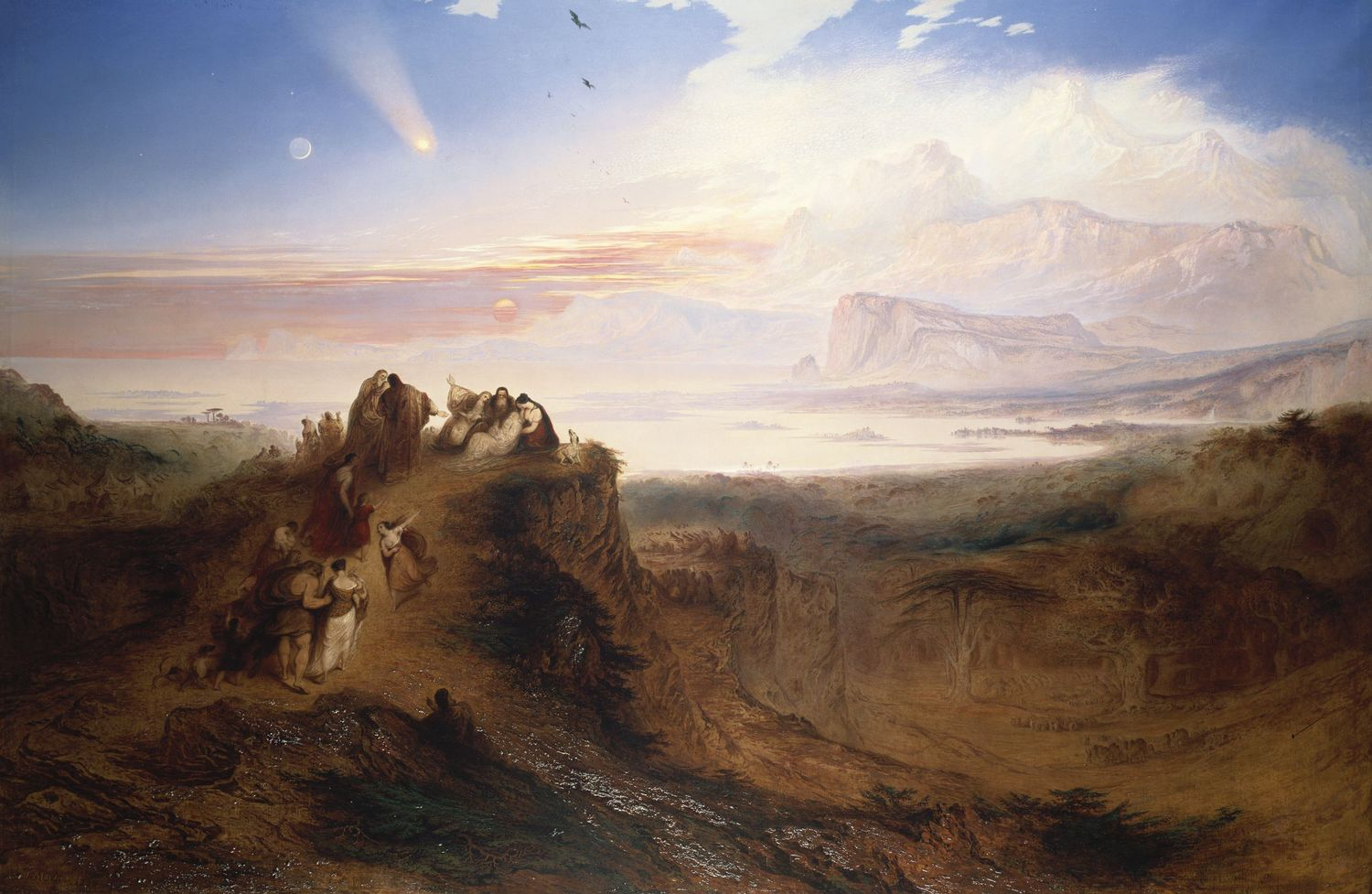
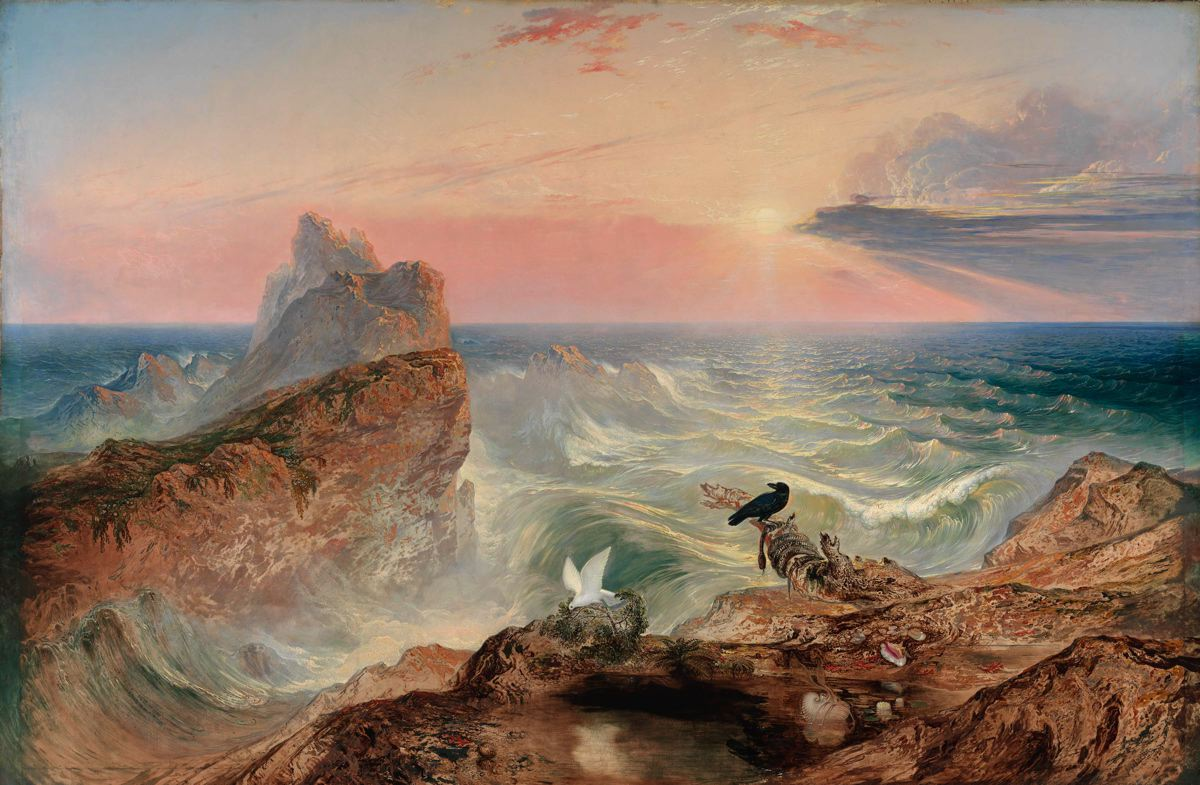
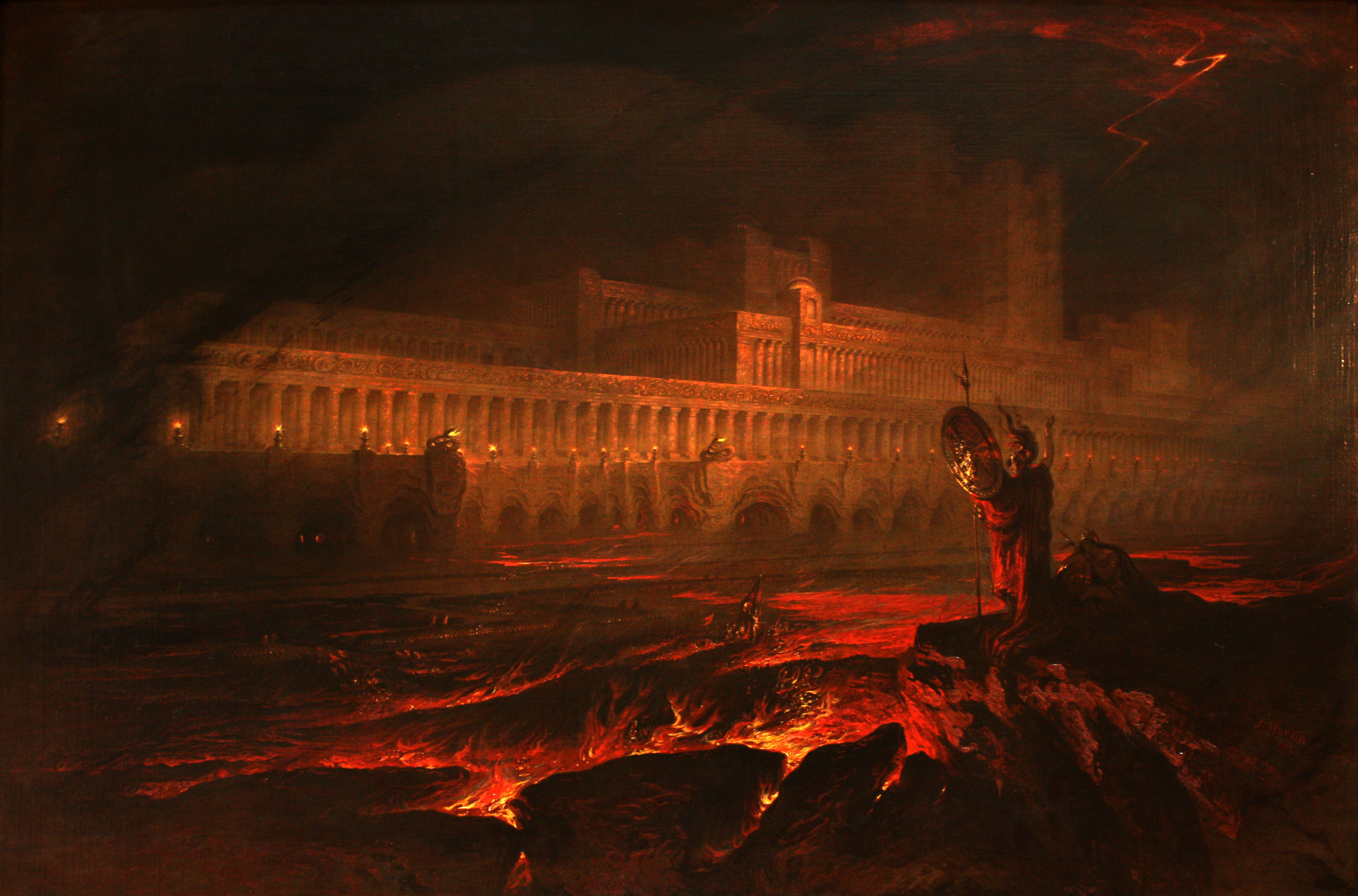
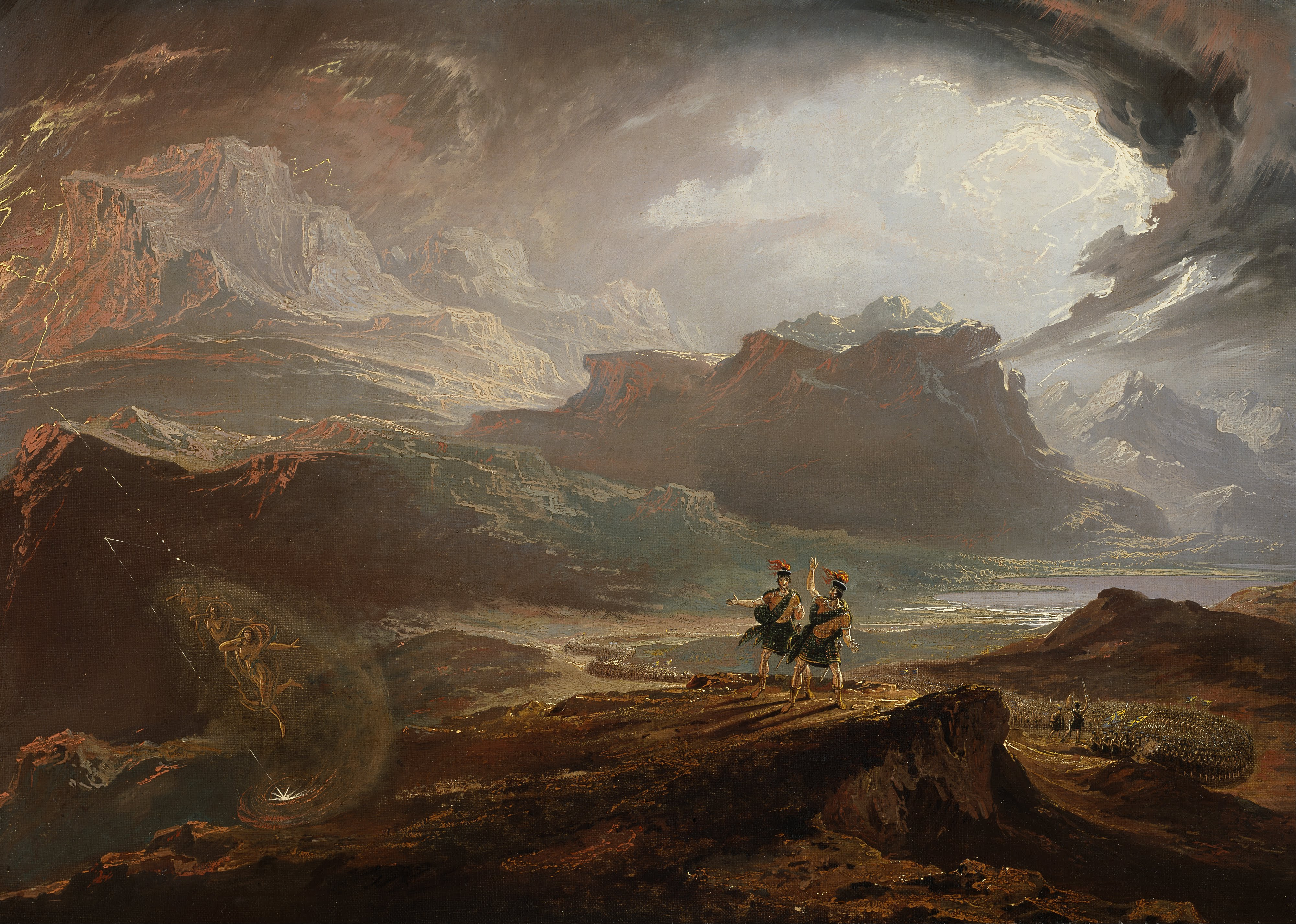
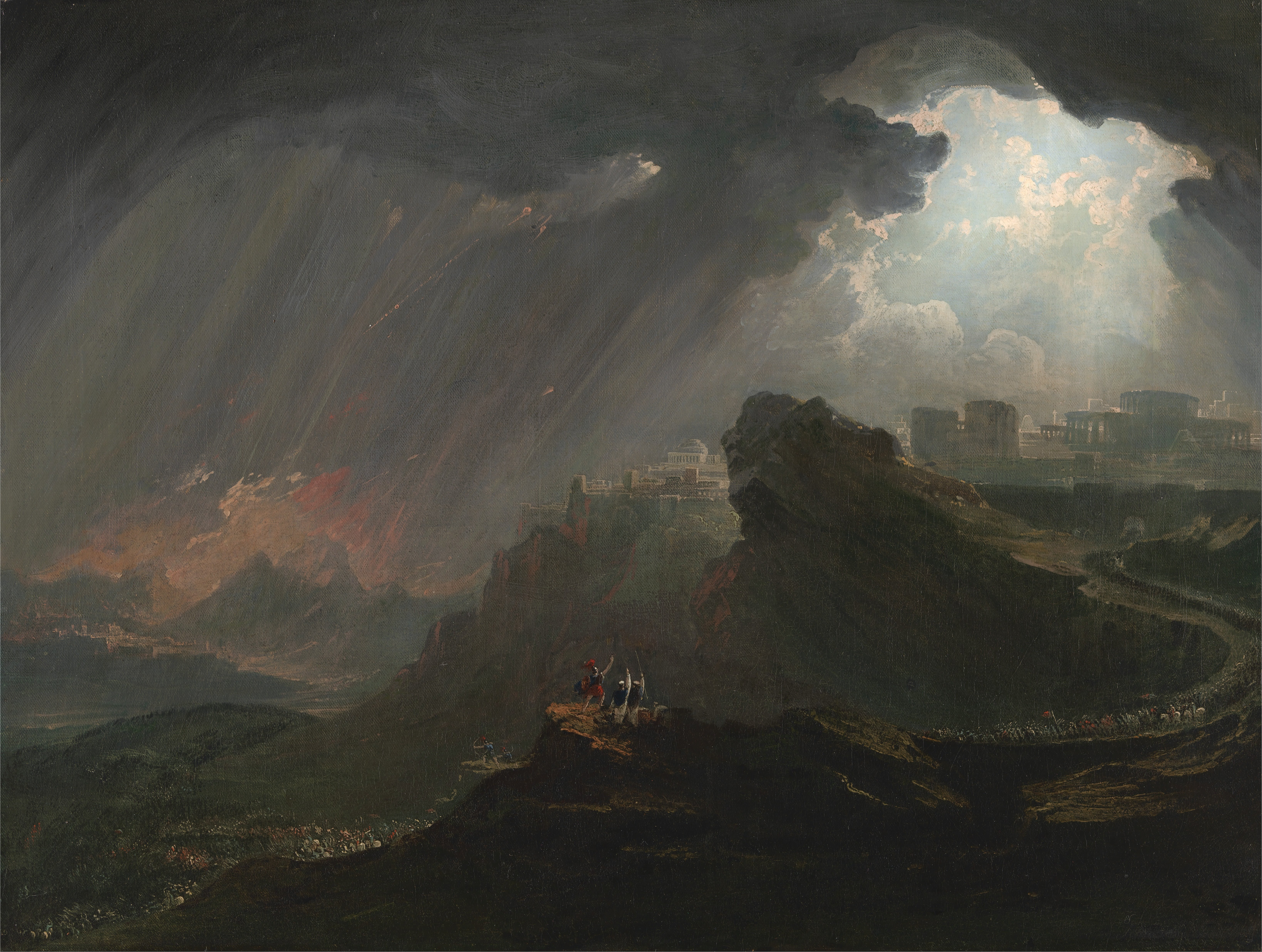
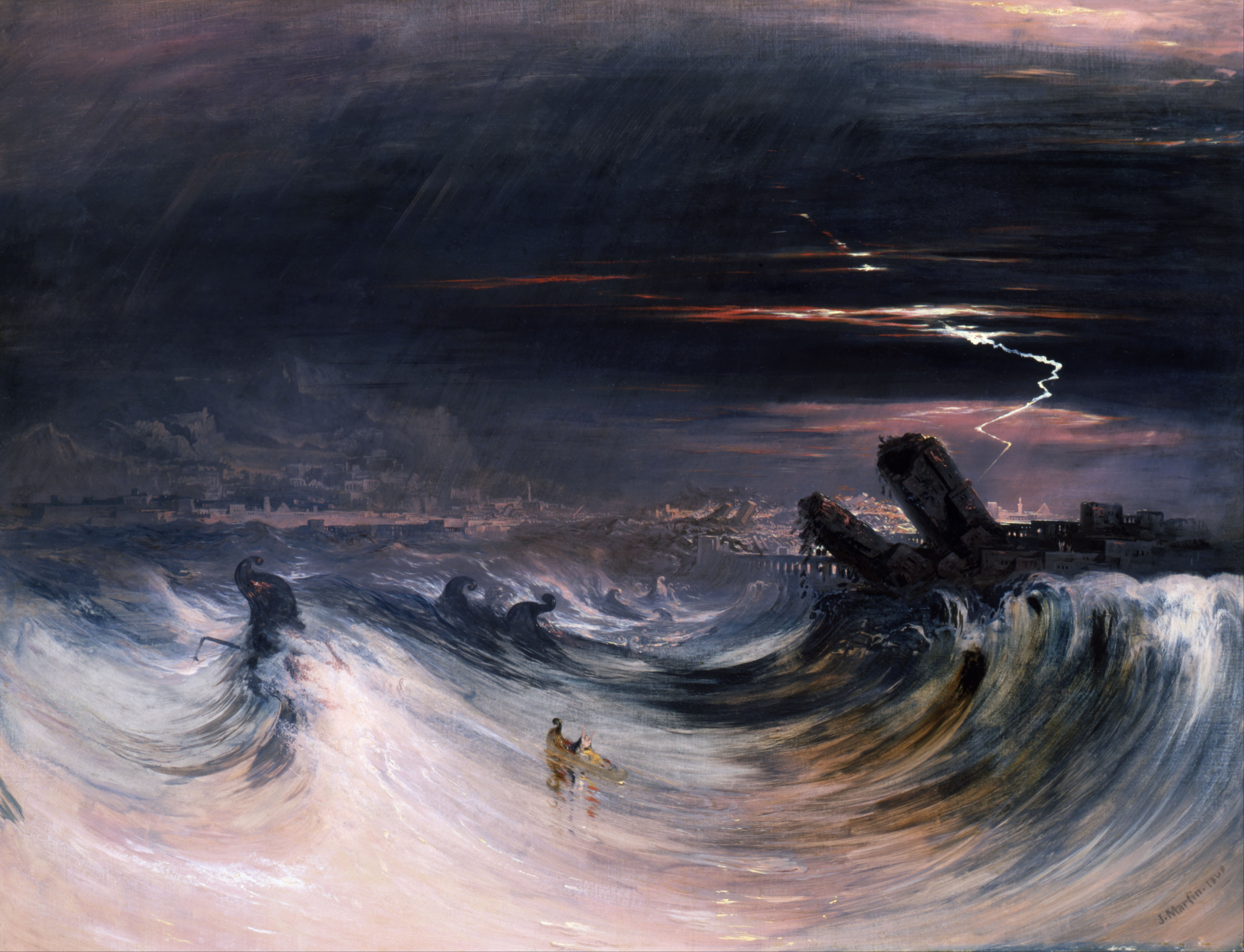

## النقوش
بالإضافة إلى كونه رسامًا، كان جون مارتن نقاشًا تظليلياً. لفترات طويلة من حياته، كان يكسب من نقوشه أكثر من لوحاته. في عام 1823، كلف صموئيل برويت مارتن برسم توضيحي للملحمة الشعرية الفردوس المفقود للكاتب الإنكليزي جون ميلتون، والتي حصل عليها مقابل 2000 جنيه. قبل الانتهاء من أول 24 نقشًا، حصل على 1500 جنيه إضافية مقابل مجموعة ثانية من 24 نقشًا على لوحات أصغر. تشمل بعض المطبوعات الأكثر شهرة ساتان يترأسان المجلس الجهنمي، وهو عمل رائع لعنصر الخيال العلمي المرئي في العمارة المصورة، ويمكن القول إن أكثر أعماله دراماتيكية هي لوحة جسر فوق الفوضى. نشر مارتن بين عامي 1831 و1835 رسوماته التوضيحية الخاصة لمرافقة العهد القديم ولكن المشروع كان استنزاف خطير لموارده وليس مربحًا جدًا. باع مخزونه المتبقي إلى تشارلز تيلت الذي أعاد نشرها في ألبوم مطوي في عام 1838 وبتنسيق أصغر في عام 1839.

النقش التظليلي
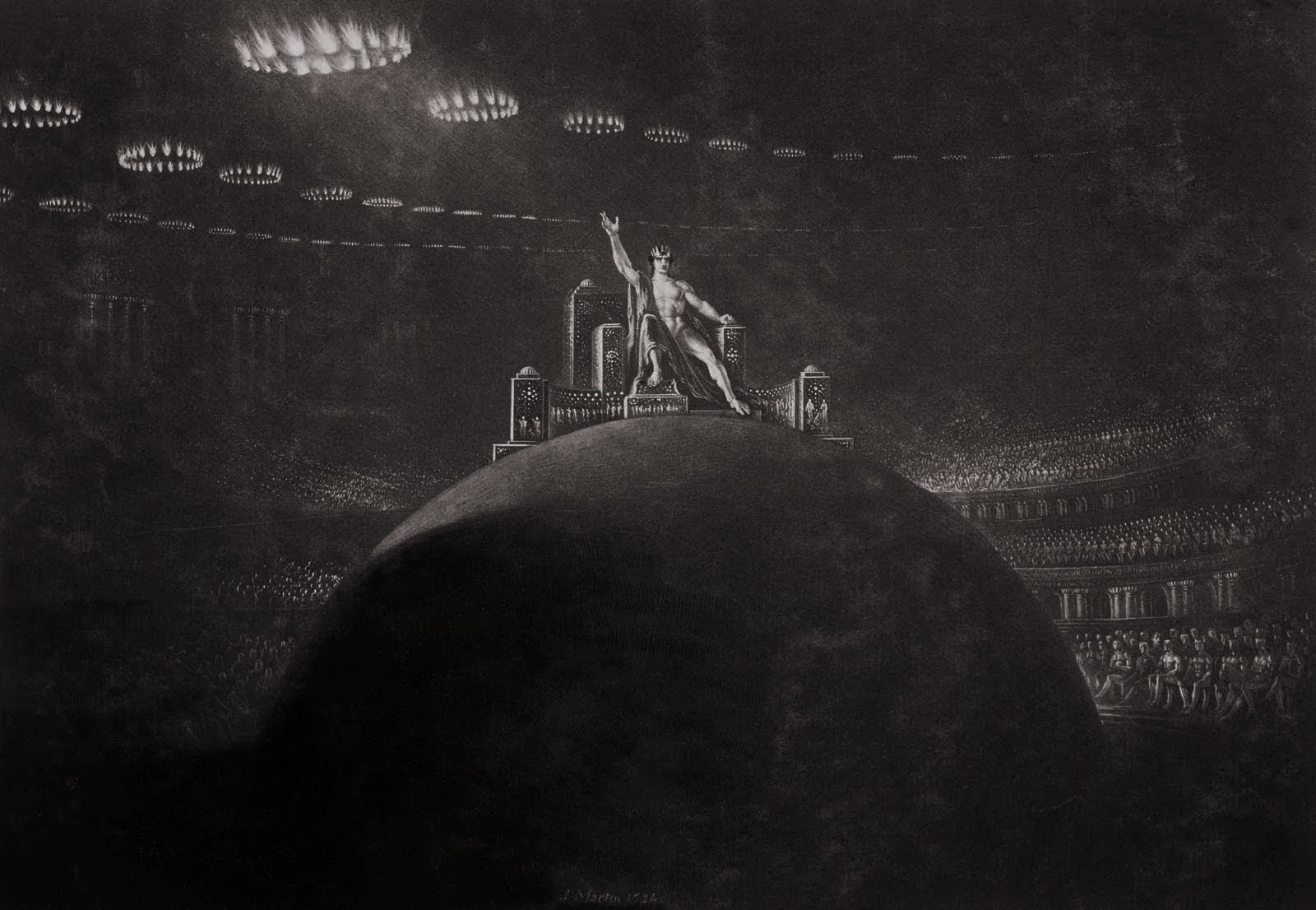
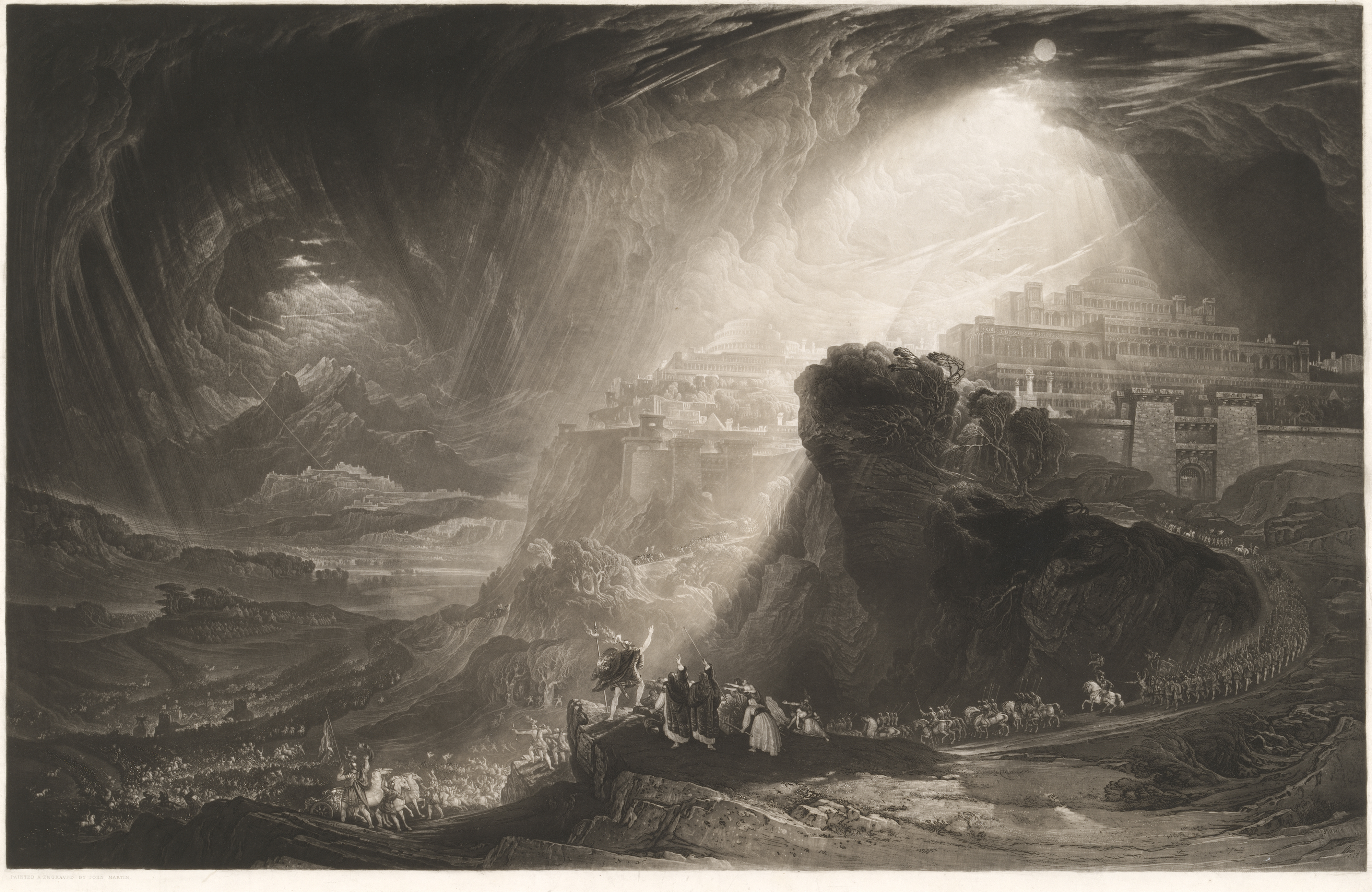
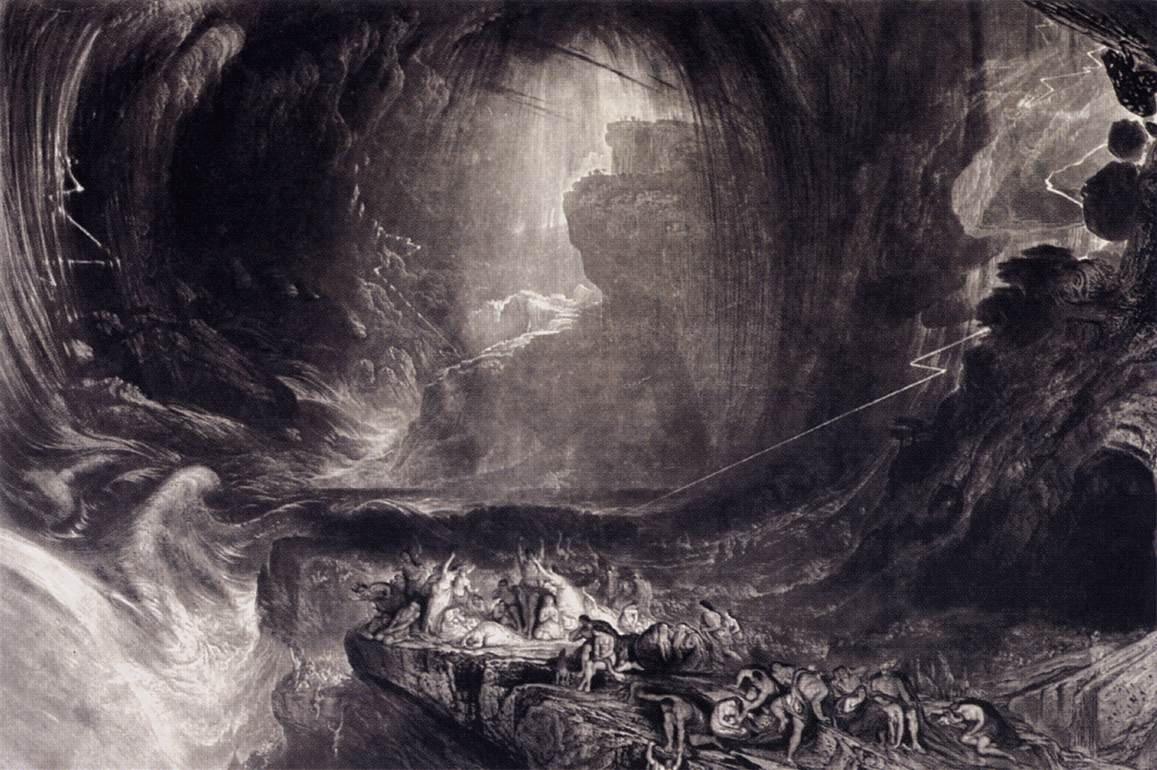
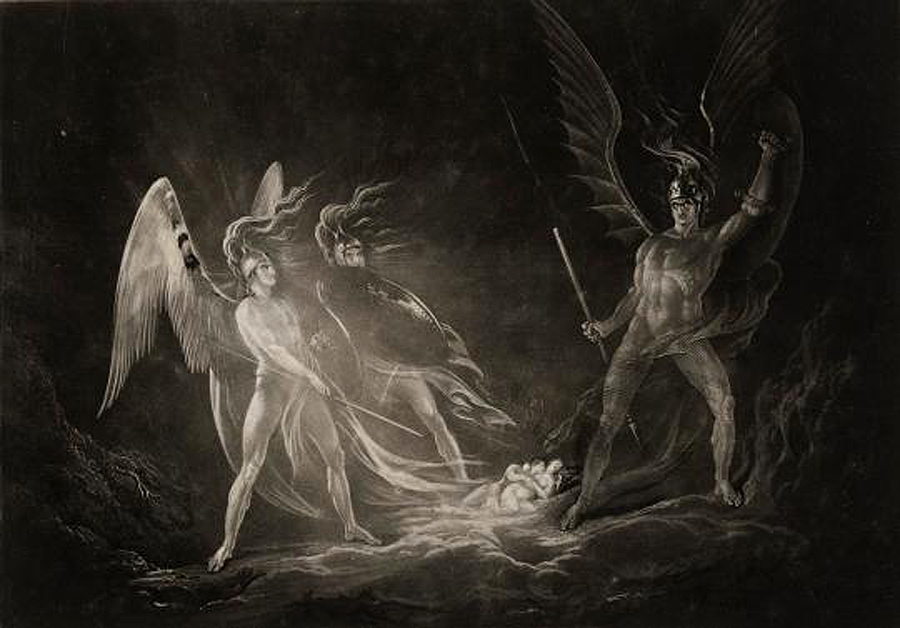
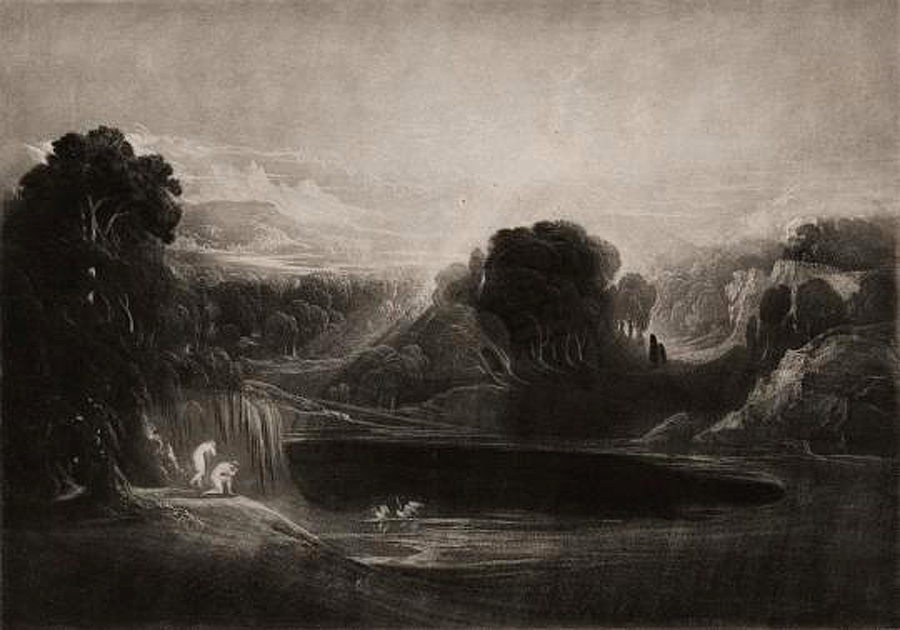
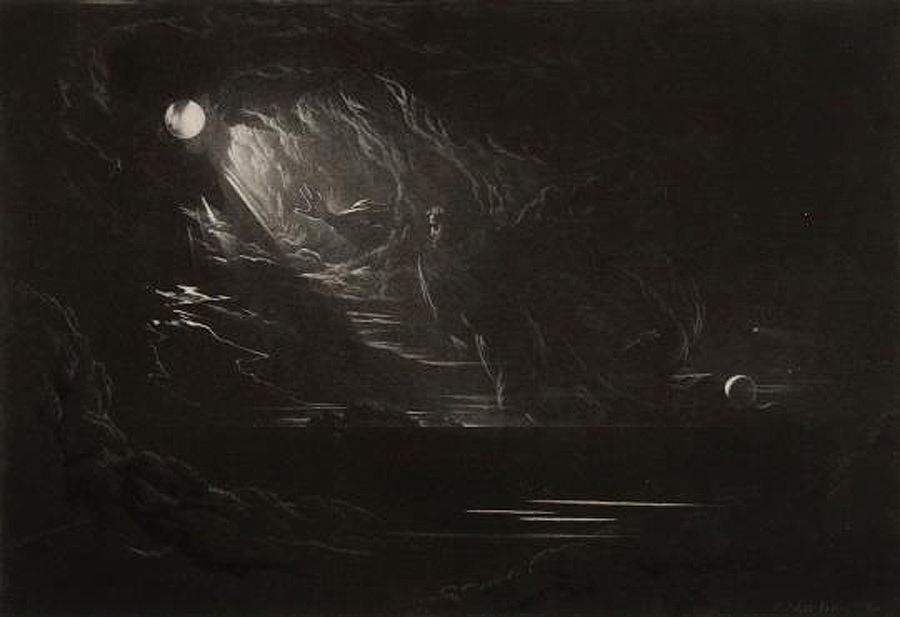
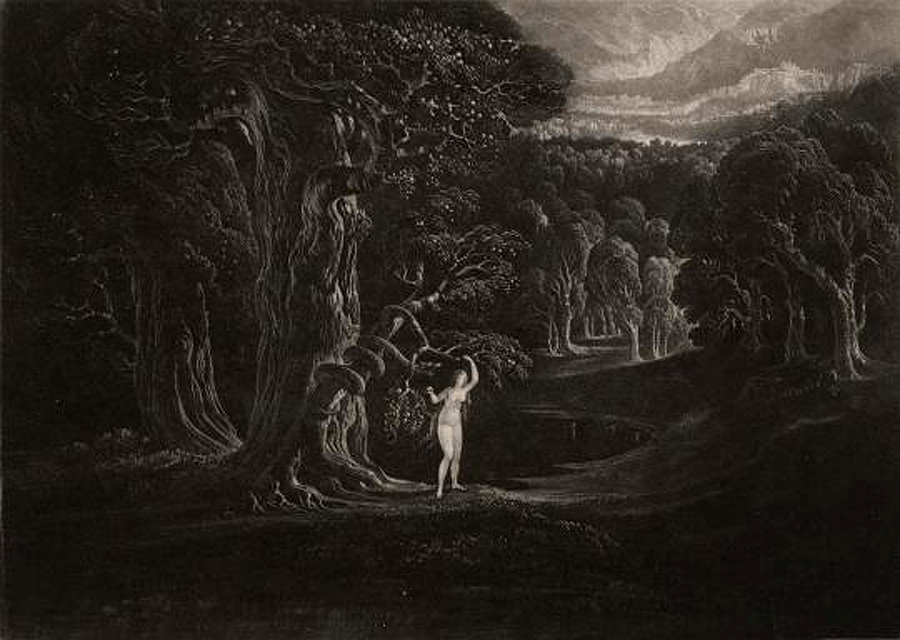
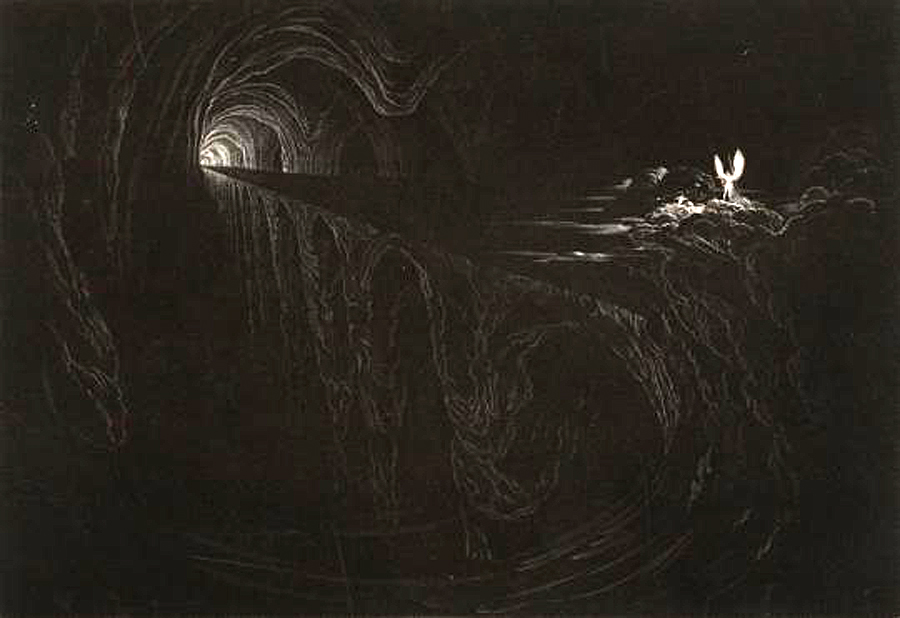

رسم على ورق
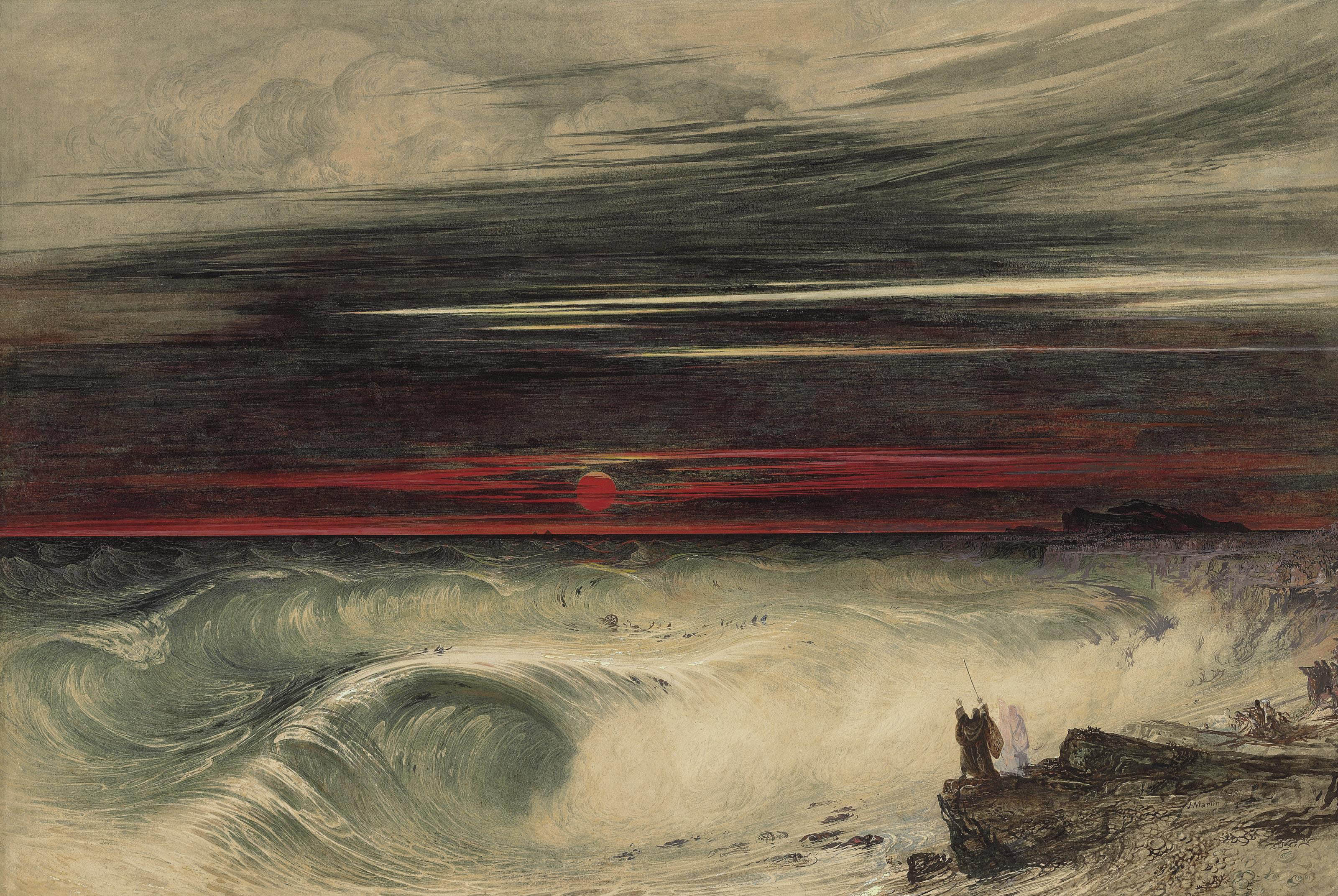
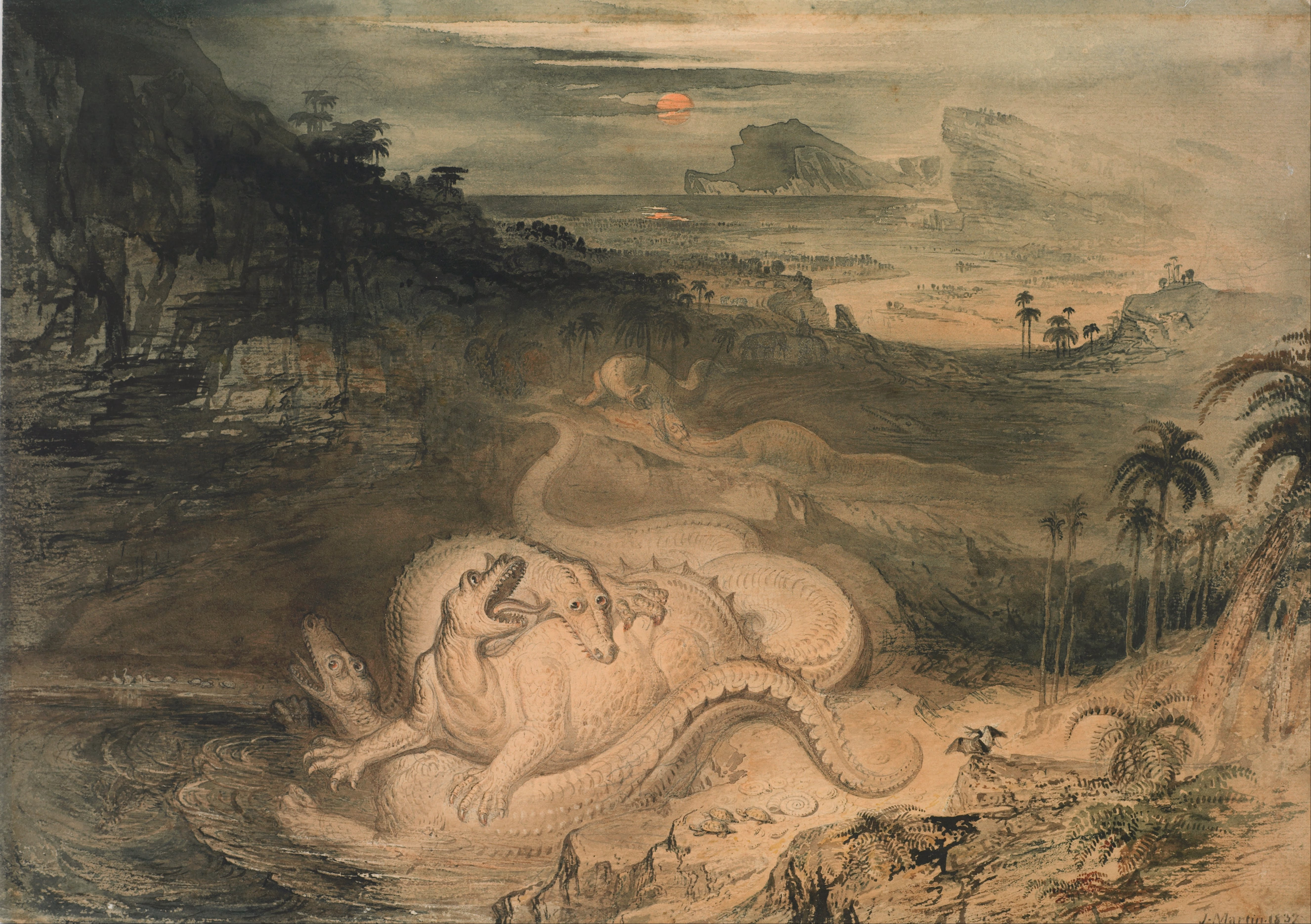
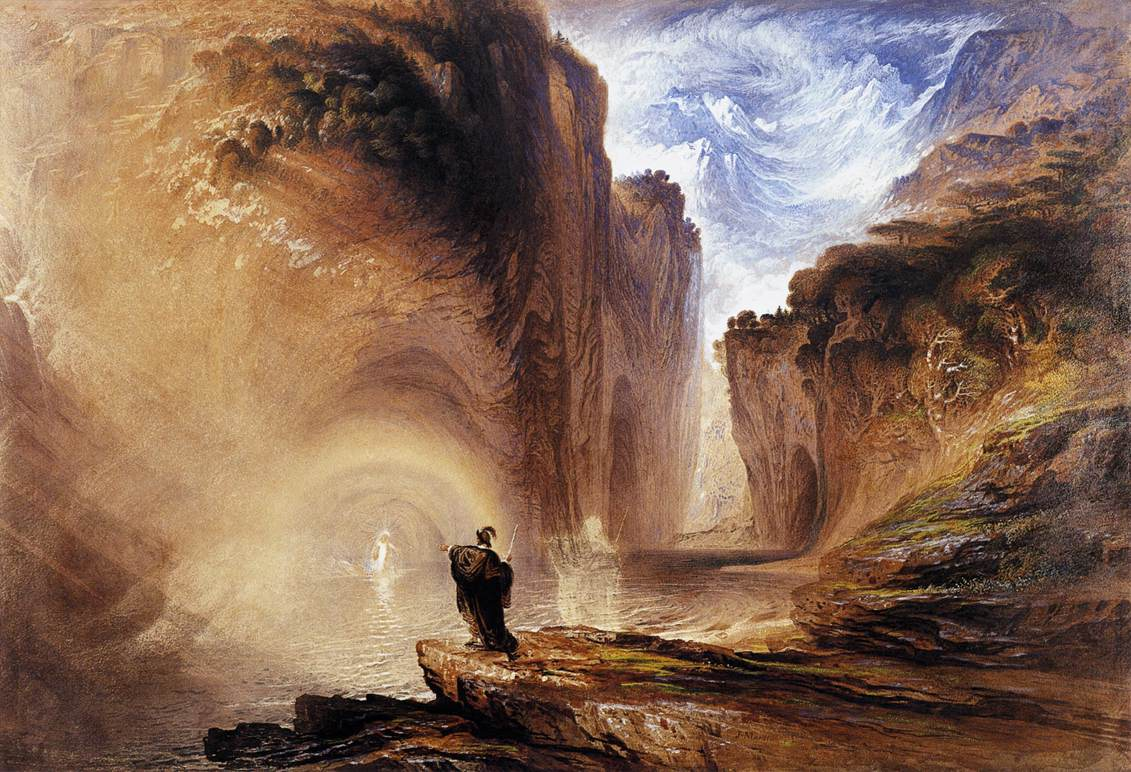
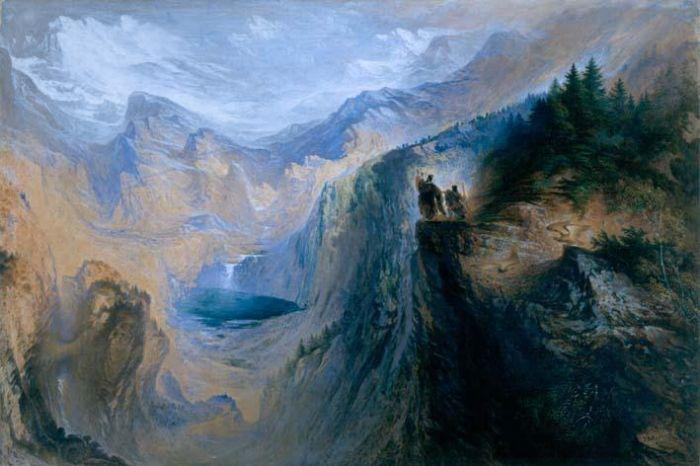

## الحياة في وقت لاحق
تم رفع ملفه الشخصي بشكل أكبر في فبراير 1829 عندما أشعل شقيقه الأكبر، جوناثان مارتن، النار عمداً في كاتدرائية يورك. تسبب الحريق في أضرار جسيمة وشبه أحد المتفرجين المشهد بعمل مارتن، غافلاً عن حقيقة أن الأمر يتعلق به أكثر مما بدا في البداية. تم دفع ثمن دفاع جوناثان مارتن في محاكمته من أموال جون مارتن. جوناثان مارتن، المعروف باسم «ماد مارتن»، وجد مذنبا في نهاية المطاف لكنه نجا من حبل المشنقة بسبب الجنون. ابتعد مارتن من حوالي 1827 إلى 1828 عن الرسم، وانخرط في العديد من الخطط والاختراعات. طور شغفه بحل مشاكل المياه والصرف الصحي في لندن، بما في ذلك إنشاء جسر التايمز، الذي يحتوي على نظام صرف مركزي. كانت خططه ذات رؤية وشكلت الأساس لتصاميم المهندسين اللاحقة. توقعت خططه لعام 1834 لنظام الصرف الصحي في لندن قبل 25 عامًا تقريبًا مقترحات جوزيف بازالجيتي (مهندس مدني) لعام 1859 لإنشاء مجاري اعتراض كاملة مع ممرات على طول ضفتي نهر التايمز. كما وضع خططًا لمخططات السكك الحديدية، بما في ذلك خطوط على ضفتي نهر التايمز. الخطط، إلى جانب الأفكار الخاصة بـ «التصفيح بالأخشاب» والمنارات وجزر الصرف، كلها باقية. تسببت ضغوط الديون والأسرة، بما في ذلك انتحار ابن أخيه (ريتشارد نجل جوناثان) في الاكتئاب الذي وصل إلى أسوأ حالاته في عام 1838. من عام 1839 انتعشت ثروات مارتن وعرض العديد من الأعمال خلال أربعينيات القرن التاسع عشر. خلال السنوات الأربع الأخيرة من حياته، انخرط مارتن في ثلاثية من اللوحات الكبيرة لموضوعات نهاية العالم: يوم الدينونة، ويوم غضبه العظيم، وسهول السماء، والتي ورثت اثنتان منها إلى متحف تيت بريطانيا في عام 1974، الأخرى التي تم الحصول عليها من أجل متحف تيت قبل بضع سنوات. تم الانتهاء منها في عام 1853، قبل السكتة الدماغية التي أصابت جانبه الأيمن بالشلل. لم يتعاف أبدًا وتوفي في 17 فبراير 1854، في جزيرة مان، ودُفن في مقبرة كيرك برادان. لا تزال المعارض الرئيسية لأعماله تقام.
|  |  |  |
|  |  |  |

## الأرث

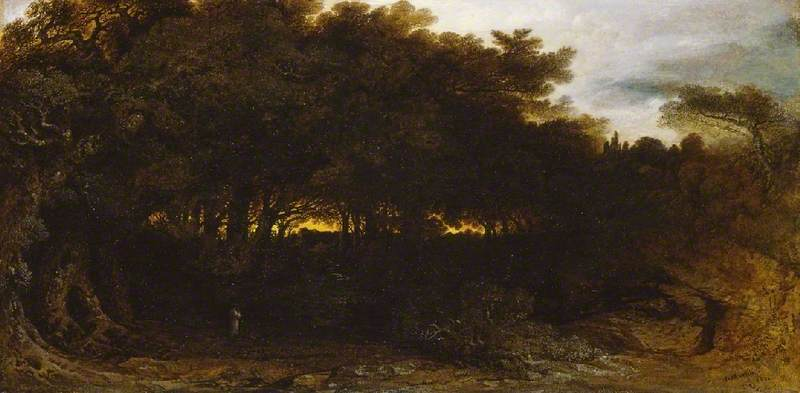
جون مارتن - شفق في الغابات - 1502 - متحف فيتزويليام

تمتع مارتن بشعبية هائلة واستمر تأثيره. كان الرسام الأمريكي توماس كول أحد أتباعه، مؤسس رسم المناظر الطبيعية الأمريكية. من بين الآخرين الذين أطلق خيالهم من قبله رالف والدو إمرسون وبرونتي - طبعة من لوحة وليمة بلشاصر معلقة على حائط صالون برونتي في هاوورث، وكان لأعماله تأثير مباشر على كتابات شارلوت وأخواتها.

تمتع مارتن بسمعة وتأثير أوروبيين. كتب هاينريش هاينه عن موسيقى هيكتور بيرليوز قائلاً: 
«إنها تجعلني أرى رؤى لإمبراطوريات رائعة والعديد من العجائب المستحيلة المغطاة بالغيوم. إن سلالاتها السحرية تستحضر بابل، وحدائق سميراميس المعلقة، وأعاجيب نينوى، والمباني العظيمة. مصرايم كما نراها في صور الرسام الإنجليزي مارتن».
أثر عمل مارتن على جماعة ما قبل الرفائيلية - وخاصة دانتي جابرييل روسيتي، وعدة أجيال من صانعي الأفلام، من دي دبليو جريفيث، الذي استعار كتابه بابل من مارتن، إلى سيسيل بي ديميل وجورج لوكاس. تأثر الكتاب مثل هنري رايدر هاجارد وجول فيرون وهربرت جورج ويلز بمفهومه للسامية. كانت الحركة الرومانسية الفرنسية، في كل من الفن والأدب، مستوحاة منه. تم نسخ الكثير من هندسة السكك الحديدية الفيكتورية من زخارفه، بما في ذلك جسر كليفتون المعلق في برونيل. عدد من الخطط الهندسية لمارتن للندن والتي تضمنت خط سكة حديد دائري متصل، على الرغم من فشل بنائها في حياته، إلا أنها تؤتي ثمارها بعد سنوات عديدة. كان هذا سيسعده بشكل غير عادي - ومن المعروف أنه صرخ لابنه ليوبولد أنه كان يفضل أن يكون مهندسًا على أن يكون رسامًا. مثل بعض الفنانين المشهورين الآخرين، وقع مارتن ضحية للتغييرات في الموضة والذوق العام. بدت رؤاه العظيمة مسرحية وعفا عليها الزمن بالنسبة لمنتصف العصر الفيكتوري، وبعد وفاة مارتن أصبحت أعماله مهملة ونُسيت تدريجياً. «قلة من الفنانين تعرضوا لمثل هذه الثروات الحرجة بعد وفاتهم، لأنه في الثلاثينيات من القرن الماضي، لم تحقق لوحاته الضخمة سوى رطل واحد أو اثنين، بينما تقدر قيمتها اليوم بآلاف.»
بقي عدد من أعمال مارتن في المجموعات العامة، معرض لينغ للفنون في نيوكاسل - والذي يحتفظ أيضًا بـ «الخزانة السوداء» الشهيرة للمشاريع قيد التنفيذ؛ متحف تيت بريطانيا ومتحف فيكتوريا وألبرت واللوفر والمعرض الوطني للفنون في واشنطن العاصمة ومركز ييل للفنون البريطانية ومتحف سانت لويس للفنون وأماكن أخرى بالولايات المتحدة الأمريكية. يحمل المعهد الملكي للمعماريين البريطانيين العديد من كتيباته الهندسية. توجد رسائل في مجموعات خاصة وفي كلية كوين ماري بلندن. كتب جون مارتن سيرتين شخصيتين، الأولى مقالة في مجلة الأثينيوم بتاريخ 14 يونيو 1834، 459 صفحة والأكثر شمولاً في أخبار لندن المصورة. يعد المصدر الرئيسي لحياته هو سلسلة من ذكريات ابنه ليوبولد، نُشرت في ستة عشر جزءًا في عام 1889. هناك عدد من الرسائل والذكريات الباقية من قبل، من بين أمور أخرى، جون كونستابل، رالف والدو إيمرسون، دانتي جابرييل روزيتي، بنجامين دزرائيلي، شارلوت برونتي وجون روسكين - نقاد اعترفوا بكون مارتن رسام ذو في رؤية فريدة. كانت أول سيرة ذاتية كاملة هي تلك التي كتبتها ماري إل بينريدد التي كتب مصدرها الرئيسي، صديق مارتن، الرقيب رالف توماس، مذكرات - فقدت الآن - عن صداقتهما. كتب توماس بالستون بعد ذلك سيرتين عن الفنان، الأولى في عام 1934، والثانية (لا تزال السيرة الذاتية الرائدة) في عام 1947. أنتج كريستوفر جونستون كتابًا تمهيديًا عن مارتن عام 1974، وفي عام 1975 كان الناقد الفني ويليام فيفر مؤلفًا لكتاب مكثف. عمل مصور عن حياة مارتن وأعماله. منذ عام 1986، أنتج مايكل ج. كامبل عددًا من المنشورات عن جون مارتن، بما في ذلك المنشور الرائد عن عمله كصانع طباعة أصلي، والذي نشرته الأكاديمية الملكية للفنون، مدريد، في عام 2006.
في عام 2011، نظمت متحف تيت ومتحف غاليري لينغ للفنون في نيوكاسل معرضًا استعاديًا رئيسيًا لأعمال مارتن في جميع الأنواع - «جون مارتن - نهاية العالم» - بما في ذلك مساهمته كمهندس مدني. ظهرة في المعرض لوحة «تدمير بومبي وهركولانيوم» الذي تم ترميمه بالكامل، 1822. تم تسجيل اللوحة على أنها ضائعة في فيضان متحف تيت الكارثي لعام 1928، وقد أعاد كريستوفر جونستون (مساعد باحث في المعرض)، اكتشاف أن اللوحة تم ترميمها في عام (1974). أن الطلاء الأصلي كان في حالة شبه أصيلة؛ أعيد رسم مساحة كبيرة من القماش المفقود بواسطة مايسي باستخدام تقنيات لم تكن متاحة في عام 1973 كما تصف في الصفحة 113 من كتالوج المعرض. عندما أعيد اكتشاف اللوحة تم طيها داخل لوحة بول ديلاروش المفقودة إعدام السيدة جين جراي والتي أعيدت إلى المعرض الوطني في لندن.

## العائلة

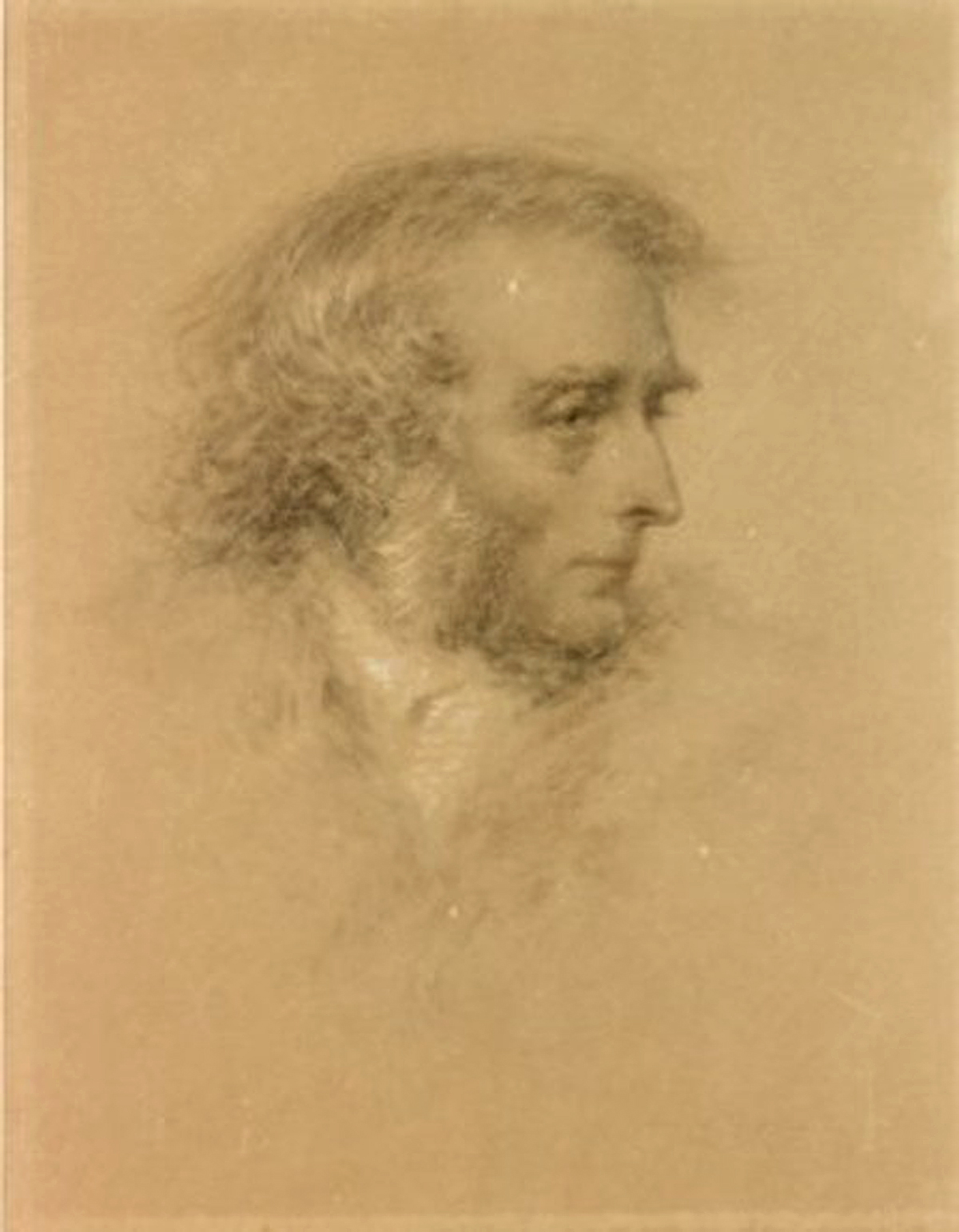
جون مارتن على سرير الموت (1854) طباشير أسود، من قبل ابنه تشارلز مارتن (1820-1906)

### زوجة والأطفال
مع زوجته سوزان، ني غاريت، التي كانت تكبره بتسع سنوات، كان لمارتن ستة أطفال نجوا حتى سن الرشد: ألفريد (الذي عمل مع والده كنقاش وأصبح لاحقًا مسؤول ضرائب كبير)، إيزابيلا، زنوبيا (الذي تزوج من الفنان بيتر كننغهام)، ليوبولد (الذي أصبح كاتبًا)، تشارلز، الذي دربه والده كرسام، ونسخ عددًا من أعمال والده - أصبح فيما بعد رسامًا ناجحًا للصور وعاش في أمريكا - كان آخر معرض له في الأكاديمية الملكية عام 1896 وجيسي (التي تزوجت من عالم المصريات جوزيف بونومي). كان ليوبولد عراباً للملك المستقبلي ليوبولد الأول ملك بلجيكا، الذي التقى بمارتن وصادقته عندما شاركا في مساكن في شارع مارليبون هاي في حوالي عام 1815. كتب ليوبولد لاحقًا سلسلة من ذكريات والده، نُشرت في 1889. رافق ليوبولد والده في العديد من جولات المشي والزيارات، وتشمل حكاياته لقاءات مع جي إم دبليو تورنر وإيزامبارد كينغدوم برونيل وويليام جودوين وتشارلز ويتستون. تزوج ليوبولد من أخت جون تينيل، التي اشتهرت لاحقًا باسم رسام الكاريكاتير لـ Punch.

### أخوة مارتن
كان الأخ الأكبر لمارتن، ويليام (1772-1851)، بدوره، صانع حبال وجنديًا ومخترعًا وعالمًا وكاتبًا ومحاضرًا، حاول تطوير فلسفة منافسة للعلم «النيوتوني»، مما يسمح بالحركة الدائمة. كان يتمتع بموهبة كبيرة في الاختراع. في عام 1819، أنتج مصباح أمان لعمال المناجم قيل إنه أفضل وأكثر موثوقية من مصباح السير همفري ديفي. وكان الاعتراف الوحيد الذي حققه في هذا المجال هو الميدالية الفضية من الجمعية الملكية لاختراع مقياس الربيع. كان الأخ الأكبر الثاني، ريتشارد، مدير التموين في الحرس، وخدم طوال حرب شبه الجزيرة، وكان حاضرًا في معركة واترلو. حقق جوناثان، الأخ الثالث، (1782-1838) سمعة سيئة بإضرام النار في كاتدرائية يورك في فبراير 1829. وتم القبض عليه بعد ذلك، وحوكم وأثبت أنه غير مذنب على أساس الجنون. تم احتجازه في مستشفى سانت لوك للمجانين في لندن، حيث مكث حتى وفاته.